# Levanta-te e Ri
Levanta-te e Ri é um programa de televisão de stand-up comedy português, produzido e transmitido pela SIC e posteriormente pela OPTO desde a sua 4.ª temporada. No programa participam vários comediantes portugueses (famosos ou não) convidados, e é gravado em diferentes cidades pelo país.

## Humoristas
Entre dos muitos comediantes que passaram pelo programa, alguns dos mesmos foram Marco Horácio, Salvador Martinha, Nilton, Aldo Lima, Fernando Rocha, Bruno Nogueira, Ricardo Araújo Pereira, Francisco Menezes, José Diogo Quintela ou Hugo Sousa.

## Exibição
Nos primeiros anos, o programa, era transmitido ao vivo no cenário de um bar. Após alguns meses o programa passou a ser transmitido — também ao vivo — a partir de diferentes cidades em Portugal, em cada episódio. 
Foi apresentado por Marco Horácio, até ao episódio 100, e depois apresentado por Miguel Barros.
O último episódio foi realizado no dia 31 de julho de 2006.
De forma a celebrar os 15 anos do programa, foram feitos dois programas especiais, sendo o primeiro a 7 de outubro de 2018, em direto do Coliseu dos Recreios. Posteriormente, a 25 de novembro de 2018, o episódio foi feito em direto do Coliseu do Porto.
De seguida, a 6 de janeiro de 2019, foi feito outro episódio em direto do Teatro José Lúcio da Silva em Leiria, marcando o seu regresso definitivo, novamente com apresentação de Marco Horácio e a presença de 3 ou 4 comediantes convidados — inclusive da nova geração de comediantes. 
Após repetições dos episódios anteriores da 2ª temporada, a 3 de março do mesmo ano, foi realizado outro episódio em direto do Fórum Municipal Luísa Todi em Setúbal.
A partir de 16 de junho de 2023, o programa passou a ser transmitido pela OPTO, sendo disponibilizados, semanalmente, 8 episódios. Posteriormente, os episódios também foram emitidos pela SIC.

## Resumo
| Resumo | Resumo              | Episódios           | Episódios           | Originalmente exibido                 | Originalmente exibido                 | Originalmente exibido |
| Resumo | Resumo              | Episódios           | Episódios           | Estreia da temporada                  | Final da temporada                    | Emissora              |
| ------ | ------------------- | ------------------- | ------------------- | ------------------------------------- | ------------------------------------- | --------------------- |
|        | 1                   | 131                 | 131                 | 6 de janeiro de 2003                  | 31 de julho de 2006                   | SIC                   |
|        | Especiais 15 Anos   | Especiais 15 Anos   | Especiais 15 Anos   | 7 de outubro e 25 de novembro de 2018 | 7 de outubro e 25 de novembro de 2018 | SIC                   |
|        | 2                   | 14                  | 14                  | 6 de janeiro de 2019                  | 1 de março de 2020                    | SIC                   |
|        | 3                   | 2                   | 2                   | 2 de janeiro de 2022                  | 24 de abril de 2022                   | SIC                   |
|        | Especial Fim de Ano | Especial Fim de Ano | Especial Fim de Ano | 31 de dezembro de 2022                | 31 de dezembro de 2022                | SIC                   |
|        | 4                   | 8                   | 8                   | 16 de junho de 2023                   | 5 de agosto de 2023                   | OPTO                  |

## Episódios

### 1.ª temporada (2003-06)
Dados dos episódios indisponíveis

### 2.ª temporada (2019-20)
| N.º geral | N.º na temp. | Título             | Local                                            | Convidados | Exibição original      | Audiências (em milhões) |
| --------- | ------------ | ------------------ | ------------------------------------------------ | --- | ---------------------- | ----------------------- |
| 132       | 1            | "Leiria"           | Teatro José Lúcio da Silva                       | Fernando Rocha, Aldo Lima, Dário Guerreiro (Môce Dum Cabréste), Hugo Sousa, Manuel Cardoso e Ana Arrebentinha      | 6 de janeiro de 2019   | 0.75                    |
| 133       | 2            | "Setúbal"          | Fórum Municipal Luísa Todi                       | Fernando Rocha, Jel, Diogo Batáguas, Francisco Menezes e Guilherme Duarte                                          | 3 de março de 2019     | 0.49                    |
| 134       | 3            | "Beja"             | Teatro Municipal Pax Júlia                       | Ana Garcia Martins (A Pipoca Mais Doce), Carlos Pereira, Fernando Rocha, João Seabra, Luís Franco-Bastos e Serafim | 31 de março de 2019    | 0.39                    |
| 135       | 4            | "Santarém"         | CNEMA                                            | António Raminhos, Catarina Matos, Dário Guerreiro (Môce Dum Cabréste), Fernando Rocha e Guilherme Duarte           | 7 de abril de 2019     | 0.49                    |
| 136       | 5            | "Caldas da Rainha" | Centro Cultural de Congressos                    | Fernando Rocha, Francisco Menezes, Hugo Sousa, Joana Santos e Miguel Neves                                         | 12 de maio de 2019     | 0.35                    |
| 137       | 6            | "Cartaxo"          | Centro Cultural do Cartaxo                       | Alexandre Santos, Luana do Bem, João Dantas, Pedro Durão, Fernando Rocha e Luís Filipe Borges                      | 26 de maio de 2019     | 0.29                    |
| 138       | 7            | "Alcochete"        | Fórum Cultural de Alcochete                      | Aldo Lima, Guilherme Fonseca, Pedro Sousa, Rui Xará, Vasco Correia e Fernando Rocha                                | 2 de junho de 2019     | 0.31                    |
| 139       | 8            | "Figueira da Foz"  | Centro de Artes e Espéctaulos da Figueira da Foz | Carlos Pereira, Carlos Vidal, Hugo Rosa, Pedro Soares, Quim Roscas e Zeca Estacionâncio e Fernando Rocha           | 30 de junho de 2019    | ASA                     |
| 140       | 9            | "Gondomar"         | Pavilhão Multiusos de Gondomar                   | Aldo Lima, Carlos Vidal, Francisco Menezes, Joel Santos, Soraia Carrega e Fernando Rocha                           | 28 de julho de 2019    | 0.34                    |
| 141       | 10           | "Albufeira"        | Palácio de Congressos do Algarve                 | João Seabra, David Cristina, Marlon, Nuno Larceda e Fernando Rocha                                                 | 22 de setembro de 2019 | ASA                     |
| 142       | 11           | "Benavente"        | Cineteatro de Benavente                          | João Seabra, Carlos Pereira, Carlos Vidal, Guilherme Fonseca, João Dantas e Fernando Rocha                         | 24 de novembro de 2019 | ASA                     |
| 143       | 12           | "Porto"            | Super Bock Arena Pavilhão Rosa Mota              | Hugo Sousa, Miguel 7 Estacas, Dário Gerreiro, Sofia Bernardo e Fernando Rocha                                      | 22 de dezembro de 2019 | 0.39                    |
| 144       | 13           | "Tomar"            | Cineteatro Paraíso                               | Manuel Cardoso, Pedro Neves, Rúben Branco, Serafim, Vasco Correia e Fernando Rocha                                 | 9 de fevereiro de 2020 | 0.33                    |
| 145       | 14           | "Alcobaça"         | Cineteatro de Alcobaça João D'Oliva Monteiro     | Carlos Vidal, Duarte Correia da Silva, João Seabra, Pedro Miguel Ribeiro, Rui Xará e Fernando Rocha                | 1 de março de 2020     | ASA                     |

### 3.ª temporada (2022)
| N.º geral | N.º na temp. | Título               | Local                  | Convidados                                                                | Exibição original    | Audiências (em milhões) |
| --------- | ------------ | -------------------- | ---------------------- | ------------------------------------------------------------------------- | -------------------- | ----------------------- |
| 146       | 1            | "Guimarães"          | Multiusos de Guimarães | Alexandre Santos, Carlos Vidal, João Seabra, João Dantas e Gilmário Vemba | 2 de janeiro de 2022 | ASA                     |
| 147       | 2            | "Albergaria-a-Velha" | Cineteatro Alba        | Beatriz Gosta, Carlos Pereira, Dário Guerreiro, Joana Gama e Serafim      | 24 de abril de 2022  | 0.15                    |

}}

### 4.ª temporada (2023)
| N.º geral | N.º na temp. | Título       | Local              | Convidados                                                                                    | Exibição original   | Exibição na SIC        |
| --------- | ------------ | ------------ | ------------------ | --------------------------------------------------------------------------------------------- | ------------------- | ---------------------- |
| 148       | 1            | "Programa 1" | Teatro Maria Matos | Fernando Rocha, Carlos Vidal, Dário Guerreiro, Carlos Pereira, Adriano Moura e Henry Ferreira | 16 de junho de 2023 | 3 de setembro de 2023  |
| 149       | 2            | "Programa 2" | Teatro Maria Matos | Fernando Rocha, Carlos Vidal, Rúben Branco, David Cristina, Daniel Carapeto e Rodrigo Duarte  | 23 de junho de 2023 | 10 de setembro de 2023 |
| 150       | 3            | "Programa 3" | Teatro Maria Matos | Fernando Rocha, Carlos Vidal, Beatriz Gosta, Nuno Lacerda, Luís Vieira e DAGU                 | 30 de junho de 2023 | 1 de outubro de 2023   |
| 151       | 4            | "Programa 4" | Teatro Maria Matos | Fernando Rocha, Carlos Vidal, Luana do Bem, Pedro Soares, João Dantas e Miguel Neves          | 7 de julho de 2023  | 15 de outubro de 2023  |
| 152       | 5            | "Programa 5" | Teatro Maria Matos | Fernando Rocha, Beatriz Gosta, Hugo Rosa, Carlos Vidal, Carlos Moura e Pedro Neves            | 14 de julho de 2023 | 1 de janeiro de 2024   |
| 153       | 6            | "Programa 6" | Teatro Maria Matos | Fernando Rocha, John Mendes, Sofia Bernardo, Vasco Correia, João Seabra e David Cristina      | 21 de julho de 2023 | ASA                    |
| 154       | 7            | "Programa 7" | Teatro Maria Matos | Fernando Rocha, Francisco Menezes, Adriano Moura, Ricardo Maria, Rui Xará e DAGU              | 28 de julho de 2023 | ASA                    |
| 155       | 8            | "Programa 8" | Teatro Maria Matos | Fernando Rocha, Ana Arrebentinha, Serafim , João Dantas, Paulo Almeida e Lol&Pop              | 5 de agosto de 2023 | ASA                    |

## Especiais

### Especiais 15 anos
| Título                     | Local             | Convidados                                                         | Exibição original      | Audiências (em milhões) |
| -------------------------- | ----------------- | ------------------------------------------------------------------ | ---------------------- | ----------------------- |
| "Lisboa, Especial 15 Anos" | Coliseu de Lisboa | Nilton, Aldo Lima, Francisco Menezes, João Seabra e Fernando Rocha | 7 de outubro de 2018   | 0.88                    |
| "Porto, Especial 15 Anos"  | Coliseu do Porto  | Fernando Rocha, Aldo Lima, Nilton, Francisco Menezes e Serafim     | 25 de novembro de 2018 | 0.86                    |

### Especial Fim de Ano
| Título                           | Local                  | Convidados                                                                   | Exibição original      | Audiências (em milhões) |
| -------------------------------- | ---------------------- | ---------------------------------------------------------------------------- | ---------------------- | ----------------------- |
| "Guimarães, Especial Fim de Ano" | Multiusos de Guimarães | Carlos Vidal, Francisco Menezes, Hugo Sousa, João Seabra e Rouxinol Faduncho | 31 de dezembro de 2022 | 0.48                    |